# Coulisses d'un meurtre
Pour plus de détails, voir Fiche technique et Distribution.
Coulisses d'un meurtre (Janek: The Silent Betrayal) est un téléfilm américano-canadien réalisé par Robert Iscove, diffusé le 20 décembre 1994 sur CBS.

## Synopsis
Frank Janek enquête sur une série de meurtres dans un immeuble cossu appartenant à un célèbre producteur de Broadway...

## Fiche technique
- Titre original : Janek: The Silent Betrayal
- Titre français : Coulisses d'un meurtre
- Réalisation : Robert Iscove
- Scénario : Edward DeBlasio, d'après l'œuvre de William Bayer
- Photographie : Tony Imi
- Montage : Geoffrey Rowland A.C.E.
- Création des décors : Dave Davis
- Musique : Arthur B. Rubinstein
- Producteurs : Marilyn Stonehouse et Robert Iscove
- Producteur exécutif : Robert Berger
- Distribution : Tara Jayne Rubin et Ross Clydesdale
- Création des costumes : Lynne MacKay
- Compagnies de production : Pendick Enterprises - Spelling Television
- Compagnie de distribution : Worldvision Enterprises Inc.
- Pays :  États-Unis /  Canada
- Durée : 90 min
- Langue : Anglais Stéréo
- Image : Couleurs
- Ratio écran : 1.33:1 plein écran 4:3
- Négatif : 35 mm

## Distribution
- Richard Crenna : Frank Janek
- Cliff Gorman : Sergent Aaron Greenberg
- William Shatner : Alex Bodosh
- Helen Shaver : Monique Dessier
- Philip Bosco : Wycoff
- Gordon Currie : Rick Wheeler
- Cynthia Martells : Cory
- Gale Garnett : Ginette
- Scott Wentworth : Stefano
- Lisa Howard : Charlotte
- Jude Ciccolella : Lambroso
- Liev Schreiber : Owens
- Paul Hecht : Van Dorn
- Jonathan Welsh : Garrett
- Claire Rankin : Beth
- Sean O'Hara : Haldoon
- Anne Marie DeLuise : Tiffany
- Paul Carafotes : Pinto

## Série des Frank Janek
- Janek (série de téléfilms)
- 1985 : Méprise  (Doubletake)
- 1988 : Police des polices (Janek: Internal Affairs)
- 1990 : Meurtre en noir et blanc (Janek: Murder in Black and White)
- 1990 : Meurtre x 7 (Janek: Murder Times Seven)
- 1992 : Meurtres sur la voie 9 (Janek: Terror on Track 9)
- 1994 : Analyse d'un meurtre (Janek: The Forget-Me-Not Murders)